# موتور چهارسیلندر خطی

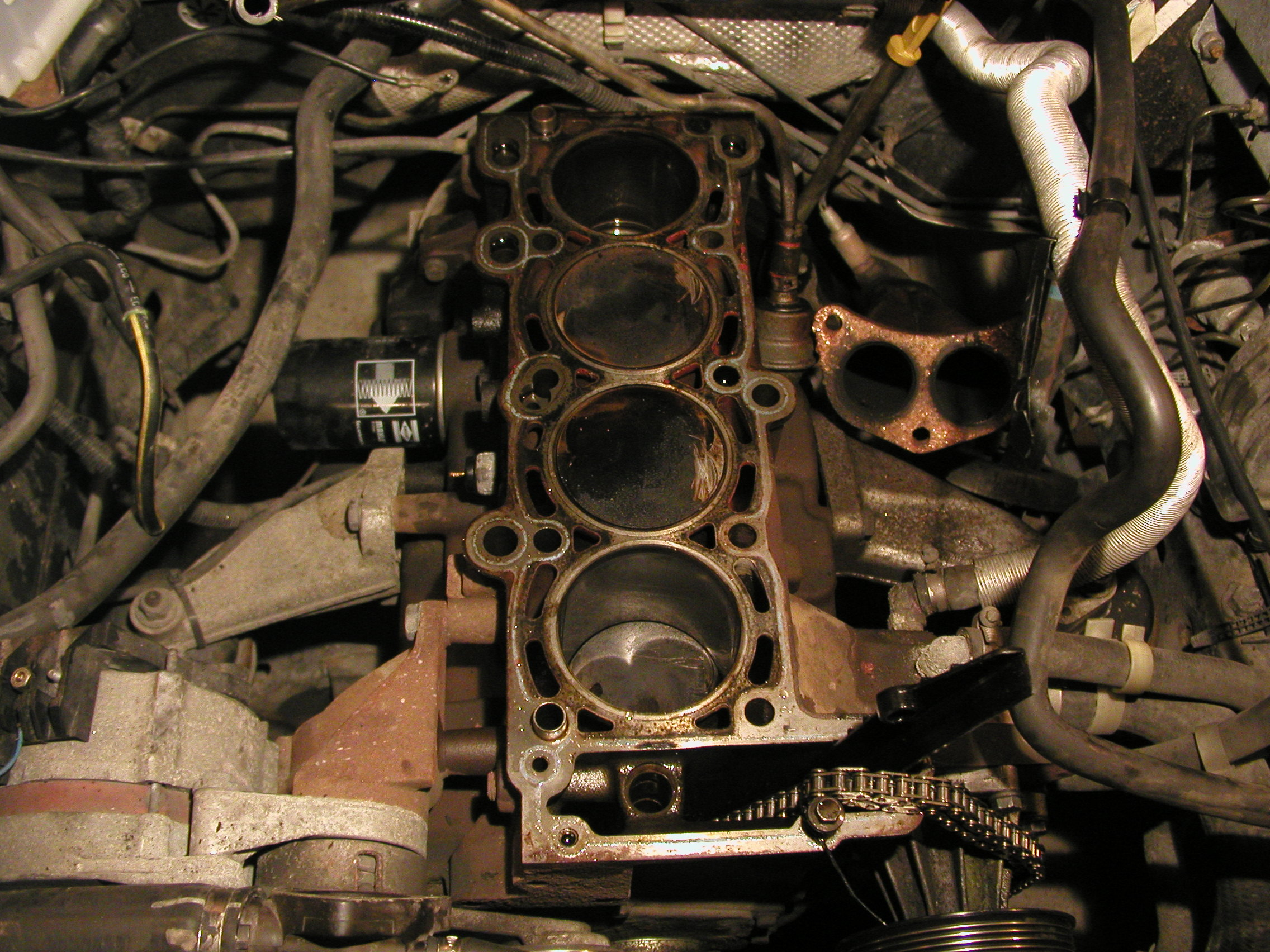
موتور چهار سیلندر خطی فورد بدون سرسیلندر

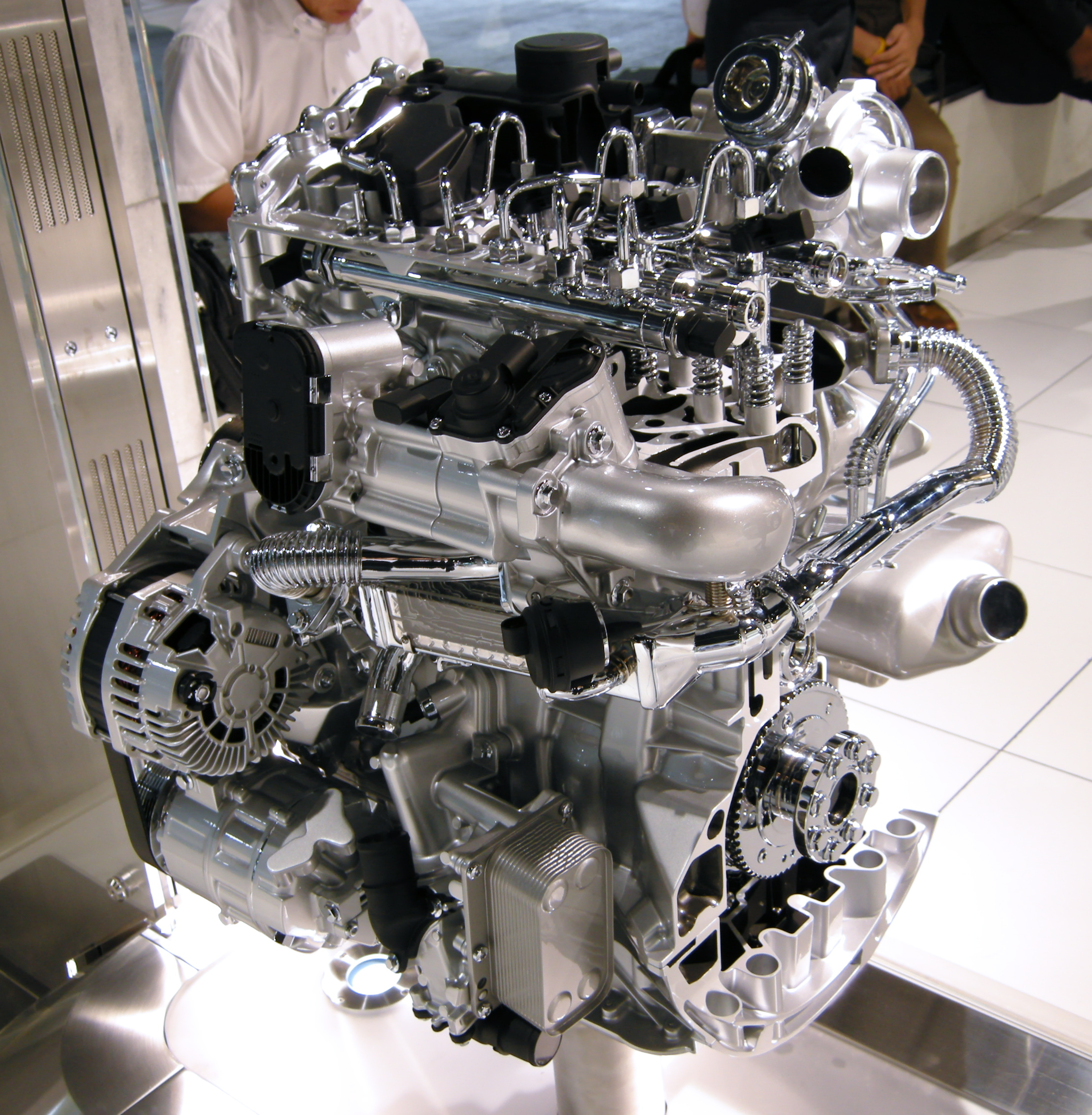
نمای برش خورده از یک موتور چهار سیلندر ریل مشترک خطی ۲٫۰ لیتری با دو میل‌سوپاپ ساخت شرکت رنو-نیسان

موتور چهار سیلندر خطی یا موتور چهار سیلندر همراستا یک گونه موتور خطی درون‌سوز چهار سیلندر است که هر چهار سیلندر آن در یک خط مستقیم قرار گرفته‌اند. مجموعهٔ سیلندرها در این موتور ممکن است به‌صورت عمودی یا مایل قرار بگیرند؛ اما همه پیستون‌ها به یک میل‌لنگ متصل بوده و وظیفهٔ به حرکت درآوردن آن را بر عهده دارند. موتورهای خطی که آرایش سیلندرهای آن به صورت مایل باشد، گاهی به نام «موتور اریب» نیز شناخته می‌شوند. در جدول‌ها و فهرست مشخصات خودروها، یا در جاهایی که نیاز به استفاده از نام اختصاری باشد، از این نوع موتور با نام آی۴ (I4) یا ال۴ (L4) یاد می‌شود. (حرف L نشانگر کلمهٔ longitudinal به معنی طولی بوده و برای جلوگیری از اشتباه گرفته‌شدن عدد ۱ با حرف I به کار می‌رود)
امروزه تقریباً همه تولیدکنندگان موتورهای چهار سیلندر برای خودروها، طرح چهار سیلندر خطی را تولید می‌کنند، در این میان موتورهای چهار سیلندر تخت استفاده شده در خودروهای سوبارو و پورشه ۷۱۸ از این قاعده مستثنی هستند. در حالی که کلمات ۴ سیلندر و ۴ سیلندر خطی هردو به یک نوع پیشرانه اشاره دارند، اما اصطلاح ۴ سیلندر دارای کاربرد بیشتری است. موتور چهار سیلندر خطی معمول‌ترین و محبوب‌ترین موتور و موتور وی۶ نیز دومین نوع موتور محبوب استفاده شده در خودروهای مدرن است. در اواخر دههٔ ۲۰۰۰ میلادی، با توجه به مقررات سختگیرانه‌ای که دولت‌ها برای کاهش آلاینده‌های موتور و بهینه‌سازی مصرف سوخت وضع کردند، سهم خودروهای جدید با موتورهای چهار سیلندر (عمدتاً از گونه چهار سیلندر خطی) از بازار ایالات متحده، به ویژه در کلاس خودروهای متوسط، که شمار خریدارانی که خودروهای این کلاس را با گزینهٔ قدرتمندتر وی۶ انتخاب می‌کردند رو به کاهش بود، در سال‌های ۲۰۰۵ تا ۲۰۰۸ از ۳۰ درصد به ۴۷ درصد از کل بازار افزایش پیدا کرد.

## تعادل و نرمش

تصویر متحرک از یک موتور چهار سیلندر خطی

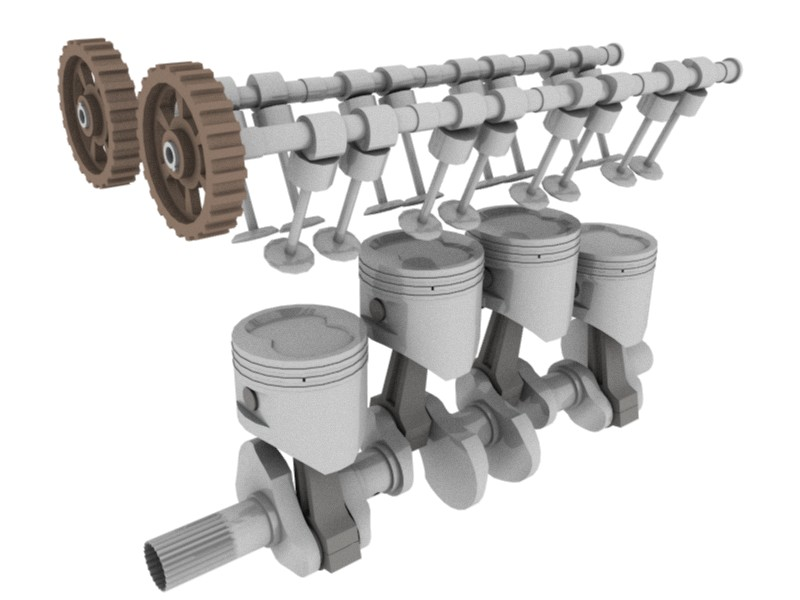
تصویر رایانه‌ای نشانگر قطعات متحرک اصلی موتور چهار سیلندر خطی با چهار سوپاپ برای هر سیلندر (مجموعاً ۱۶ سوپاپ) و میل‌سوپاپ‌های دوگانه در بالای موتور (DOHC) که به‌وسیلهٔ تسمه به حرکت در می‌آیند.

کارکرد موتورهای چهار سیلندر خطی بسیار نرمتر از موتورهای یک یا دو سیلندر است و این موضوع باعث شده که این نوع موتور طی سالیان به گزینهٔ منتخب برای اکثر خودروهای اقتصادی بدل شود. از مزیت‌های برجستهٔ این نوع پیشرانه، می‌توان به نبود لرزش‌های حاصل از کارمرد موتور و عدم نیاز به وزنه‌های آونگی سنگین اشاره کرد که این مشخصات این موتور را به یک موتور ایدئال برای خودروهای اسپورت (به دلیل چابکی در دورگیری و افت دور موتور) تبدیل می‌کنند. با این حال، این موتور تمایل زیادی به نشان دادن بی‌ثباتی ثانویه در دور موتورهای بالا دارد، زیرا دو عدد از پیستون‌ها همیشه همزمان با یکدیگر حرکت می‌کنند، و باعث افزایش دوبرابری بی‌تعادلی نسبت به انواع دیگر پیشرانه می‌شوند.